# 基山町立基山小学校
基山町立基山小学校（きやまちょうりつ きやましょうがっこう）は、佐賀県三養基郡基山町宮浦にある公立小学校。

## 概要
歴史
1874年（明治7年）に創立。現校名になったのは1947年（昭和22年）。
校章
中央に校名の頭文字である「基」の字を配している。
校歌
1962年（昭和37年）制定。作詞は中島哀浪、作曲は森脇恵三による。歌詞は3番まであり、各番に校名の「基山」が登場する。
校区
「三養基郡基山町」のうち、「行政区 1区、2区、3区、4区、5区、7区、8区、9区、10区、11区」の地域。中学校区は基山町立基山中学校。

## 沿革
- 1874年（明治7年）9月 - 宮浦村秋光の民家を借用し、校舎とし、「秋光小学校」が創立。通学区域を「宮浦村、小倉村」の2村とする。
- 1878年（明治11年）10月 - 宮浦村向平原に校舎を建設し、「田代小学校 宮浦分校」となる。
- 1889年（明治22年）4月 - 町村制施行により、基肄郡4村（宮浦・小倉・園部・長野）が合併し、基山村となる。
- 1891年（明治24年）10月3日 - 小倉村字箱町に新築移転の上、長野の1村を含めて通学区域とする。
- 1892年（明治25年）4月1日 - 「基山尋常小学校」として独立。
- 1896年（明治29年）4月1日 -  三養基郡が発足。
- 1908年（明治41年）4月1日 -  改正小学校令により、尋常科（義務教育年限）が4年制から6年制に変更となる。5学年新設のため、字木山口八幡神社内に仮教場を設置。
- 1910年（明治43年）
  - 3月31日 - 基山・田代・基里三ヶ村組合立田代高等小学校が解散。
  - 4月1日 - 園部尋常小学校を統合し、高等科を併置の上、「基山尋常高等小学校」に改称。 宇木山口八幡神社、元基山酒造会社附属建物、専念寺、元園部尋常小学校の4ヶ所に仮教場を設置。
- 1911年（明治44年）
  - 2月11日 - 大字宮浦玉虫に本校が完成し、移転。
  - 11月30日 - 第三校舎が完成。
- 1913年（大正2年）3月31日 - 園部分教場が完成し、大字園部字黒目牛から上の地区の児童のうち、3年生以下を分教場に収容する。
- 1924年（大正13年）3月 - 学校看護婦を配置。
- 1925年（大正14年）3月 - 講堂等特別教室1棟が完成。
- 1928年（昭和3年）3月 - 歯科校医を配置。
- 1934年（昭和12年）4月 - 校舎1棟（北校舎）を増築の上、講堂を拡張。
- 1939年（昭和14年）1月1日 - 町制施行により、基山村が「基山町」となる。
- 1941年（昭和16年）4月1日 - 国民学校令により、「基山町国民学校」に改称。尋常科を初等科に改める。
- 1947年（昭和22年）4月1日 - 学制改革が行われる。
  - 基山町国民学校の初等科が、新制小学校「基山町立基山小学校」（現校名）に改称。
  - 基山町国民学校の高等科が青年学校普通科とともに、新制中学校「基山町立基山中学校」に改組される。
- 1953年（昭和28年）9月 - 理科教室を改装し、図書館とする。
- 1957年（昭和32年）4月1日 - 特殊学級1学級を設置。
- 1962年（昭和37年）5月7日 - 校歌を制定。
- 1963年（昭和38年）
  - 5月 - 鉄筋コンクリート造3階建て校舎（第1期工事, 東12教室）が完成。
  - 12月 - 鉄筋コンクリート造3階建て校舎（第2期工事（西12教室,給食室）が完成。
- 1964年（昭和39年）5月 - 運動場の整地を実施。
- 1967年（昭和42年）3月31日 - 園部分校を廃止の上、本校に統合。
- 1968年（昭和43年）1月 - 鉄筋コンクリート造2階建て校舎（第3期工事,特別教室と管理室）が完成。
- 1972年（昭和47年）8月 - プールが完成。
- 1976年（昭和51年）
  - 1月 - 体育館が完成。
  - 8月 - 運動場を拡張。
- 1977年（昭和52年）12月 - 普通教室（7教室）増築工事が完了。
- 1978年（昭和53年）1月 - 東・南・北校舎1階に暖房が設置される。
- 1979年（昭和54年）
  - 10月 - 国旗掲揚台が完成。
  - 12月 - 時計塔が寄贈により設置される。
- 1983年（昭和58年）3月 - ひまわり教室を移転の上、図工室・資料室に改修。
- 1984年（昭和59年）
  - 5月 - 資料室を第2音楽室に改修の上、資料室（プレハブ）を増築。
  - 8月 - 全教室にインターフォンを設置。
- 1987年（昭和62年）8月 - 給食室、物品室を新設。
- 1988年（昭和63年）8月 - 北校舎の大規模改修を実施。
- 1990年（平成2年）
  - 4月1日 - 大規模校解消のため、基山町立若基小学校を新設分離。
  - 10月 - 大規模改修を実施。
- 1991年（平成3年）8月 - 運動場東半分を整地。アスレチック工事を実施。
- 2000年（平成12年）4月 - 特殊学級を1学級増設。
- 2002年（平成14年）
  - 4月 - 給食に陶器製食器を導入。
  - 8月 - 全教室にインターフォンを設置。
- 2007年（平成19年）11月 - 旧体育館と東校舎を解体。
- 2008年（平成20年）3月 - 新体育館が完成。
- 2009年（平成21年）
  - 1月 - 新校舎とプールが完成。
  - 11月 - 新運動場の整備が完了。
- 2012年（平成24年）8月 - 電子黒板を導入。
- 2014年（平成26年）6月 - 学びの教室（通級）を開設。
- 2017年（平成29年）7月 - 普通教室にエアコンを設置。
- 2024年（令和6年）3月 - 新校舎が完成。

## 交通
最寄りの鉄道駅
- JR九州 鹿児島本線「基山駅」

最寄りの幹線道路
- 佐賀県道・福岡県道137号基山平等寺筑紫野線 「脇田」交差点
- 佐賀県道300号基山公園線
- 鳥栖筑紫野道路 「園部IC」

## 周辺
- 基山町立基山中学校
- 基山町立図書館
- 基山バディ認定こども園
- 基山中央公園
- 鳥栖警察署 基山交番